# Marijan Bradvić
Marijan Bradvić (Jastrebarsko, 8 dicembre 1948 – Zagabria, 23 febbraio 2019) è stato un calciatore jugoslavo, di ruolo centrocampista.

## Biografia
Nato a Zagabria, nell'allora Jugoslavia, ha svolto la sua carriera agonistica tra patria e America. Anche il figlio Mislav ha giocato a calcio, militando tra le altre nella Dinamo Zagabria.

## Carriera
Si forma calcisticamente nello Jaska Jastrebarsko, di cui è considerato il giocatore più forte e rappresentativo della sua storia, con cui esordì in prima squadra giovanissimo nel 1964.
Nel 1964 passa nelle giovanili della Dinamo Zagabria, sotto la guida di Ivan Marković. Dopo un prestito all'Orijent, milita nella prima squadra della Dinamo, giocando anche due incontri nella Coppa delle Fiere 1970-1971.
Nel 1971 si trasferisce in Canada per giocare nel Toronto Croatia, con cui vince la National Soccer League 1971.
Tornato in patria, milita nel Maribor, con cui raggiunge la finale, persa, dei playoff promozione della Druga Liga 1972-1973.
Dopo un passaggio al Čelik Križevci torna in Canada per giocare con la franchigia della North American Soccer League dei Toronto Metros-Croatia, allenati da Marković che già lo aveva allenato nelle giovanili della Dinamo. Con la nuova squadra raggiunse i quarti di finale nella stagione 1975.
Nella stagione 1977 è ancora ai Metros-Croatia con cui raggiunge i quarti di finale nei playoff per il titolo. Dopo aver giocato nel Jedinstvo Bihać, passa la NK Zagabria, con cui retrocede nella serie cadetta al termine della Prva Liga 1978-1979.
Ritorna poi al Jaska Jastrebarsko ove chiude la carriera agonistica e di cui allenerà anche le giovanili.
Tra il 1981 e 1982 giocò anche nei tornei di indoor soccer statunitensi con i Buffalo Stallions.

## Palmarès
- NSL: 1

Toronto Croatia: 1971